# Mattegna
Mattegna (in sloveno Matenja vas) è un centro abitato della Slovenia, frazione del comune di Postumia.

## Storia
Il centro abitato apparteneva storicamente alla Carniola, ed era noto sia con il toponimo tedesco di Mautersdorf e con quello sloveno di Matenja vas.
Dopo la prima guerra mondiale passò, come tutta la Venezia Giulia, al Regno d'Italia; il toponimo venne italianizzato in Mattegna.
Dopo la seconda guerra mondiale il territorio passò alla Jugoslavia; attualmente Mattegna (tornata ufficialmente Matenja vas) è frazione del comune di Postumia.